# قرار مجلس الأمن التابع للأمم المتحدة رقم 260
قرار مجلس الأمن التابع للأمم المتحدة رقم 260، الذي اعتمد بالإجماع في 6 نوفمبر 1968، بعد النظر في طلب جمهورية غينيا الاستوائية للانضمام إلى عضوية الأمم المتحدة، أوصى المجلس الجمعية العامة بقبول جمهورية غينيا الاستوائية.